# رازمیک آمیان
رازمیک گارنیکی آمیان (ارمنی: Ռազմիկ Գառնիկի Ամյան; انگلیسی: Razmik Garnik Amyan؛ زادهٔ ۸ ژانویهٔ ۱۹۸۲) خواننده اهل ارمنستان است. آمیان از کنسرواتوار دولتی کومیتاس ایروان فارغ‌التحصیل شده‌است. رازمیک آمیان در جوایز سرگرمی ارمنیان جهان (پان‌ارمنیان) در سال ۲۰۱۴ و در جوایز ستاره طلایی ارمنیان در سال ۲۰۱۴ به عنوان خواننده سال برگزیده شد. هنرمند افتخاری جمهوری ارمنستان در سال ۲۰۱۷ از سوی سرژ سرکیسیان، رئیس‌جمهور ارمنستان به وی اعطا گردیده‌است.

## نامزدی‌ها و جوایز
| سال  | جایزه                              | رده                          | شهر                  | نتیجه | منبع. |
| ---- | ---------------------------------- | ---------------------------- | -------------------- | ----- | ----- |
| ۲۰۰۷ | Golden Lyre Awards                 | Song of the Year             | ایروان               | برنده |       |
| ۲۰۰۸ | TOP-10 Awards                      | The Music Video of the Month |                      | برنده |       |
| ۲۰۰۸ | 7 Songs Awards                     | Song of the Year             | ایروان               | برنده |       |
| ۲۰۰۹ | Awards of Armenian Musical Channel | Singer of the Year           | Yerevan              | برنده |       |
| ۲۰۰۹ | Tashir Awards                      | Singer of the Year           | مسکو                 | برنده |       |
| ۲۰۰۹ | Acord Awards                       | Song of The Year             |                      | برنده |       |
| ۲۰۰۹ | National Music Awards              | Singer of the Year           | Yerevan              | برنده |       |
| ۲۰۰۹ | Awards of BOOM magazine            | Singer of the Year           |                      | برنده |       |
| ۲۰۱۰ | Armenian Golden Star Awards        | Singer of the Year           | لس آنجلس (کالیفرنیا) | برنده |       |